# Stephen Churm
Stephen Andrew Churm (nascido em 16 de julho de 1954) é um velejador paralímpico australiano. Em 2012, Churm foi aos Jogos Paralímpicos em Londres, na Inglaterra.

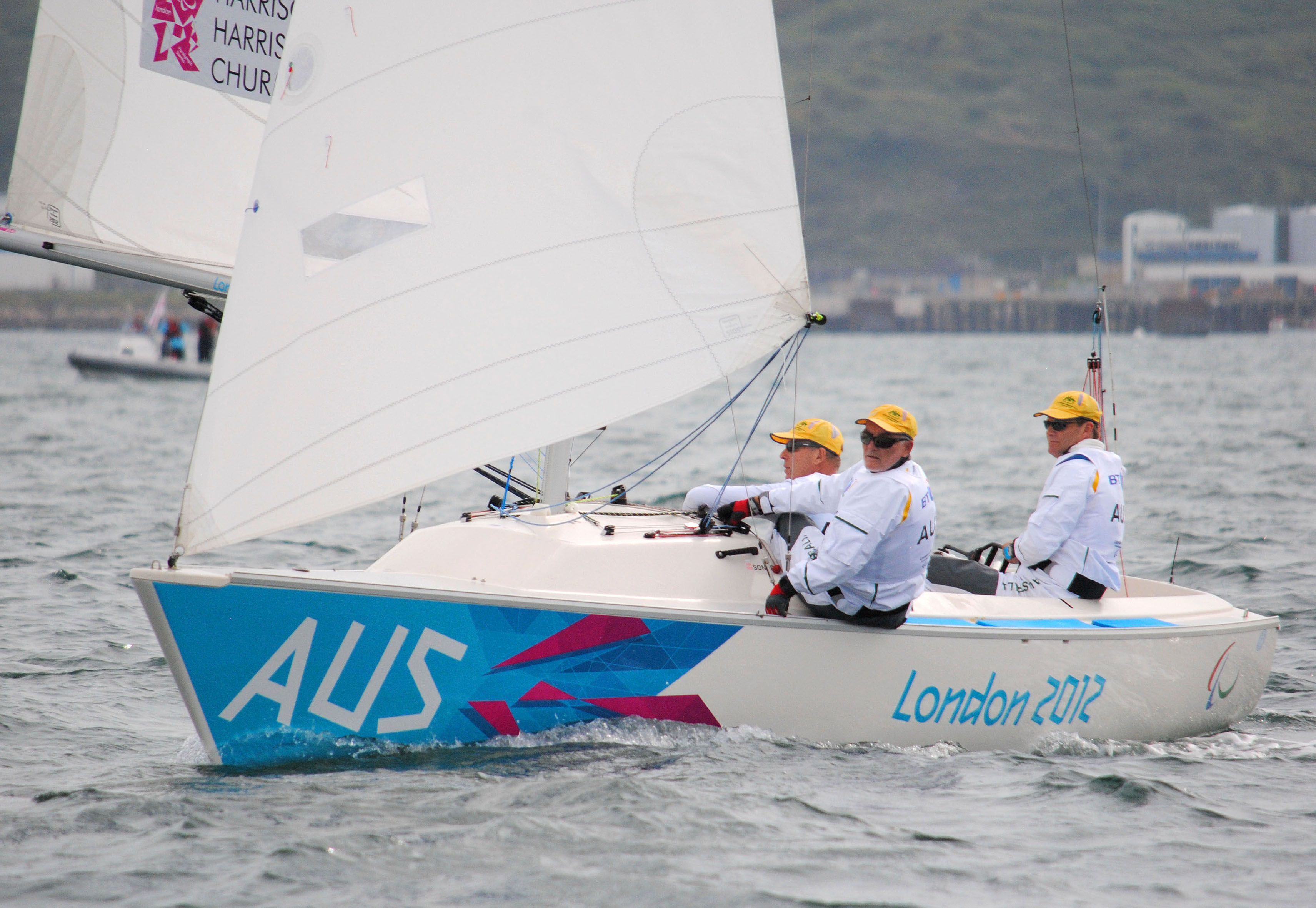
Jonathan Harris, Stephen Churm e Colin Harrison na Paralimpíada Londres 2012